# Вольный (Амурская область)
Вольный — упразднённый посёлок в Октябрьском районе Амурской области, Россия. Входил в Мухинский сельсовет. Исключено из учётных данных в 2004 г.

## География
Посёлок располагался в 13 км к юго-западу от административного центра сельсовета посёлка Мухинский.

## Население
По данным переписи 2002 г. в посёлке отсутствовало постоянное население.

## История
Посёлок основан в 1930 г..